# Jula (ca sĩ)
Jula (tên khai sinh: Julita Ratowska, primo voto Julita Fabiszewska, sinh ngày 3 tháng 3 năm 1991 tại Łomża) là một nữ ca sĩ kiêm diễn viên người Ba Lan, nổi tiếng với các bài hit "Za każdym razem", "Nie zatrzymasz mnie" và "Kiedyś odnajdziemy siebie". Album đầu tay của cô mang tên Na krawędzi được phát hành vào ngày 14 tháng 8 năm 2012.

## Sự nghiệp
Cô trở nên nổi tiếng nhờ những bản nhạc được thu âm nghiệp dư đăng lên internet. "Za każdym razem" được thu âm tại nhà và có hơn 1 triệu lượt xem. Đĩa đơn được thu âm chuyên nghiệp do Adi Owsianik, thủ lĩnh của nhóm Rotten Bark sáng tác.
Năm 2012, Jula được tôn vinh bởi các thính giả phát thanh của RMF MAXXX tại sự kiện hòa nhạc TOPtrendy 2012 Trends. Ngày 2 tháng 6 cùng năm, cô thể hiện bài hát "Za każdym razem" tại buổi hòa nhạc của Thủ tướng ở nhạc hội Festival of Opole lần thứ 49 được tổ chức ở Opole. Ngày 20 tháng 7 năm 2012 trong buổi thu hình trực tiếp tại Eska Music Awards 2012, cô đã được trao giải Nghệ sĩ mới xuất sắc nhất và Nghệ sĩ xuất sắc nhất bởi ESKA.pl. Ngày 14 tháng 8 cùng năm, cô phát hành album đầu tay Na krawędzi thông qua hãng My Music. Năm 2013 nữ ca sĩ được đề cử giải Kids' Choice Awards 2013.

### Tham dự Bitwa na głosy
Tháng 7 năm 2012 Jula chính thức xác nhận tham dự mùa thứ ba của cuộc thi Bitwa na głos, trong đó nữ ca sĩ đảm nhận vai trò huấn luyện viên đội Lomza. Ngày 23 tháng 8, video quảng bá cho chương trình đã được công chiếu. Đội của Jula bị loại vào ngày 13 tháng 10 ở tập thứ 6, kết thúc ở vị trí số 5 chung cuộc.

## Danh sách đĩa nhạc

### Album
| Na krawędzi                                                                           | - Phát hành: 14 tháng 8 năm 2012 - Hãng đĩa: My Music - Định dạng: CD, tải kĩ thuật số            | 3  | - POL: 15.000+ | - POL: Vàng |
| 180°                                                                                  | - Phát hành: 17 tháng 6 năm 2014 - Hãng đĩa: My Music - Định dạng: CD, tải kĩ thuật số            | 24 |                |             |
| Milion słów                                                                           | - Phát hành: 26 tháng 5 năm 2017 - Hãng đĩa: Warner Music Poland - Định dạng: CD, tải kĩ thuật số | 14 |                |             |
| "—" chỉ một bản nhạc không được phát hành hoặc không được xếp hạng tại thị trường đó. |                                                                                                   |    |                |             |

### Đĩa đơn
| "Za każdym razem"                                                                             | 2012 | 1  | Na krawędzi |
| "Nie zatrzymasz mnie"                                                                         | 2012 | 1  | Na krawędzi |
| "Ślad"                                                                                        | 2013 | —  | 180°        |
| "Przed siebie"                                                                                | 2014 | —  | 180°        |
| "Milion Slow"                                                                                 | 2016 | 19 | —           |
| "—" chỉ một bản nhạc không được phát hành hoặc không lọt vào bảng xếp hạng của thị trường đó. |      |    |             |

### Video âm nhạc
| Title                       | Năm  | Đạo diễn           | Album       |
| --------------------------- | ---- | ------------------ | ----------- |
| "Nie zatrzymasz mnie"       | 2012 | Endorfina Artmedia | Na krawędzi |
| "Kiedyś odnajdziemy siebie" | 2012 | Endorfina Artmedia | Na krawędzi |
| "Ślad"                      | 2013 | —                  | 180°        |
| "Nieśmiertelni"             | 2014 | Michał Kwiatek     | 180°        |